# Aglutinant (pintura)
Un aglutinant és una substància desenvolupada per a utilitzar-la barrejada amb pigment i produir així una pintura. La denominació aglutinant s'utilitza per a pintures artístiques; mentre que el terme base s'utilitza per als aglutinants utilitzats en màquines dispensadores de color.
Els aglutinants es poden definir com substàncies que s'adhereixen al pigment i el mantenen fixat a un suport. A l'època clàssica, per exemple, s'ha utilitzat com a aglutinant l'ou, la cera, el betum i fins i tot la mel. Altres aglutinants poden ser la resina de pi cuita amb oli o bé el tremp d'ou, una tècnica molt habitual a l'edat mitjana i en època moderna, quan progressivament fou substituït per la l'oli.
Els aglutinants acostumen a ser de dos tipus, segons el seu origen: animals o vegetals: els primers normalment s'obtenen bullint peülles, ossos o pell d'animals per després mesclar el residu gelatinós que s'obté amb aigua i pigments; mentre que els segons s'obtenen a partir de gomes adhesives naturals presents a les plantes, com la goma aràbiga.
Segons llur composició les pintures resultants es poden catalogar com pintures d'assecat físic i pintures d'assecat físic-químic. Les primeres s'assequen quan els dissolvents de l'aglutinant s'evaporen, per exemple, les laques de nitrocel·lulosa (la laca d'ungles és un bon exemple). Les segones, a part de l'evaporació dels dissolvents, es dona una reacció química,amb l'oxigen de l'aire que per oxidació uneix cadenes amb una polimerització que fa augmentar la seva longitud (i el seu pes molecular) fins a esdevenir un sòlid (vernís o pintura).
Diferent és el cas de les pintures de dos components, en les quals la pintura base reacciona amb un enduriment orto.